# Lohéac
Pour les articles homonymes, voir Lohéac (homonymie).
Lohéac est une commune française située dans le département d'Ille-et-Vilaine, en région Bretagne.
En 2013, la commune a obtenu le label « Communes du patrimoine rural de Bretagne » pour la richesse de son patrimoine architectural et paysager.

## Géographie

### Communes limitrophes
|             | Guignen |               |
| Val-d'Anast | Lohéac  | Guipry-Messac |
| Lieuron     |         |               |

### Cadre géologique

Carte géologique du Massif armoricain.

La région de Lohéac est localisée dans le domaine centre armoricain, dans la partie médiane du Massif armoricain qui est un socle ouest-européen de faible altitude (maximum 400 m), caractérisé par des surfaces d'aplanissement et qui résulte d'une histoire complexe composée de trois orogenèses : icartienne (Paléoprotérozoïque,ca. 2,2-1,8 Ga), cadomienne (Édiacarien 750-540 Ma) et surtout varisque (ou hercynienne, au Dévonien-Carbonifère, 420-300 Ma). La structure du Massif armoricain résulte de la superposition de l'héritage de ces deux derniers orogènes.
Lohéac est situé dans un vaste bassin sédimentaire constitué de sédiments détritiques essentiellement silto-gréseux issus de l'érosion de la chaîne cadomienne et accumulés sur plus de 15 000 m d'épaisseur, socle sur lequel repose en discordance des formations paléozoïques sédimentaires. Le territoire est au nord d'une grande unité sédimentaire qui a été déformée par des plissements au Paléozoïque, le synclinorium de Martigné-Ferchaud (« synclinaux du sud de Rennes »). Dans cette unité synclinoriale du sud rennais proprement dite, à structure appalachienne, la sédimentation paléozoïque débute par la mise en place de matériel détritique de couleur rouge, la formation ordovicienne de Pont-Réan caractérisée notamment par le faciès de Courrouët (bois au Nord de Lohéac). Il s'agit d'un « grès assez grossier, hétérogranulaire, plus ou moins granoclassé, de couleur claire gris verdâtre à blanchâtre, parfois zoné et rougi par des oxydes de fer, généralement dur et partiellement recristallisé ».

### Hydrographie
Pour un article plus général, voir Réseau hydrographique d'Ille-et-Vilaine.
La commune est située dans le bassin Loire-Bretagne. Elle est drainée par l'Eval, le ruisseau de la Cour neuve et le ruisseau d'éval,,.
L'Éval, d'une longueur de 11 km, prend sa source dans la commune  et se jette  dans la Vilaine à Saint-Malo-de-Phily, après avoir traversé trois communes. 

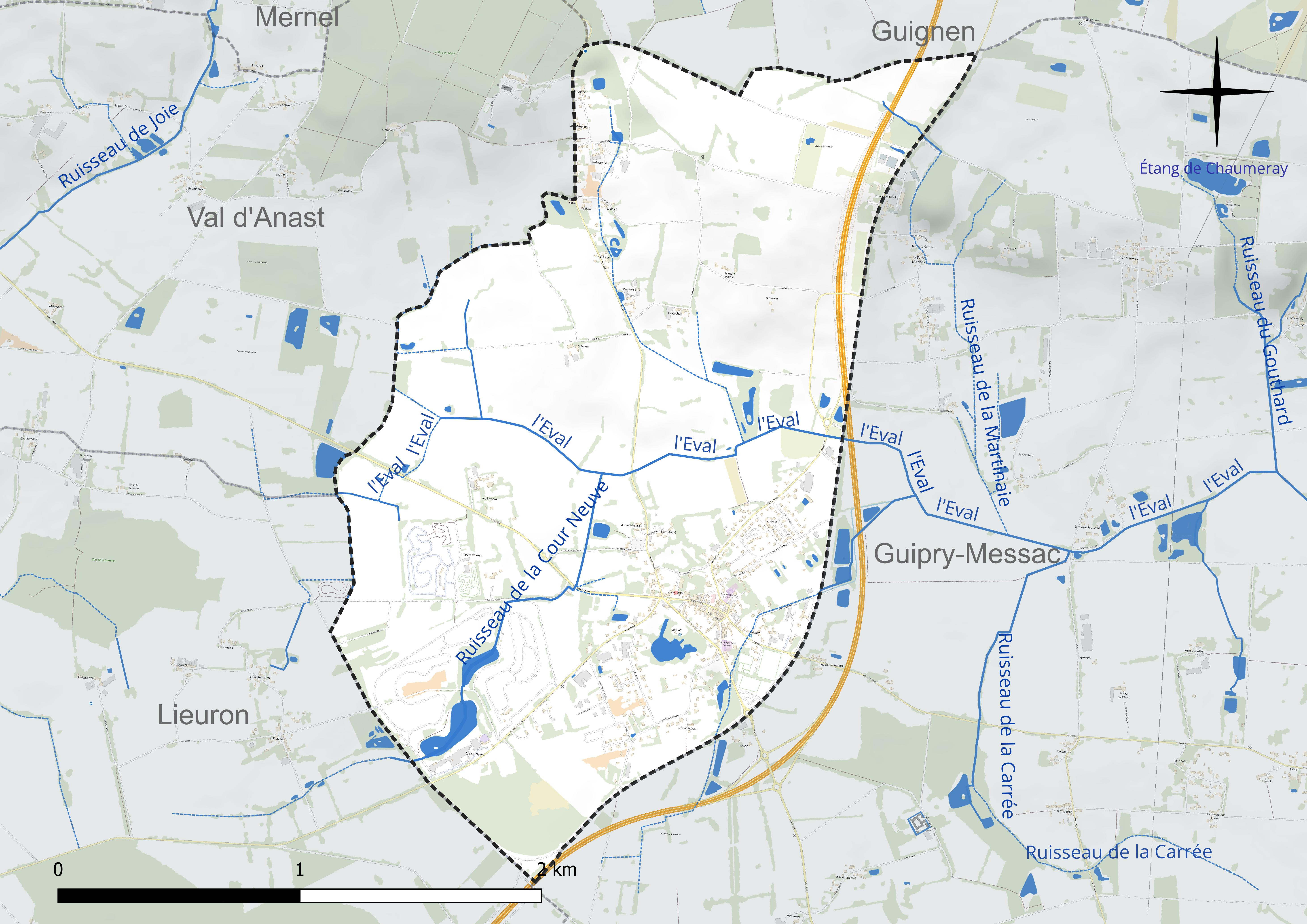
Réseau hydrographique de Lohéac.

### Climat
Pour des articles plus généraux, voir Climat de la Bretagne et Climat d'Ille-et-Vilaine.
En 2010, le climat de la commune est de type climat océanique altéré, selon une étude du CNRS s'appuyant sur une série de données couvrant la période 1971-2000. En 2020, Météo-France publie une typologie des climats de la France métropolitaine dans laquelle la commune est exposée à un climat océanique et est dans la région climatique  Bretagne orientale et méridionale, Pays nantais, Vendée, caractérisée par une faible pluviométrie en été et une bonne insolation. Parallèlement l'observatoire de l'environnement en Bretagne publie en 2020 un zonage climatique de la région Bretagne, s'appuyant sur des données de Météo-France de 2009. La commune est, selon ce zonage, dans la zone « Sud Est », avec des étés relativement chauds et ensoleillés.  
Pour la période 1971-2000, la température annuelle moyenne est de 11,6 °C, avec une amplitude thermique annuelle de 13,1 °C. Le cumul annuel moyen de précipitations est de 772 mm, avec 12,6 jours de précipitations en janvier et 6,2 jours en juillet. Pour la période 1991-2020, la température moyenne annuelle observée sur la station météorologique la plus proche, située sur la commune de La Noë-Blanche à 13 km à vol d'oiseau, est de 12,2 °C et le cumul annuel moyen de précipitations est de 780,5 mm,. Pour l'avenir, les paramètres climatiques de la commune estimés pour 2050 selon différents scénarios d'émission de gaz à effet de serre sont consultables sur un site dédié publié par Météo-France en novembre 2022.

## Urbanisme

### Typologie
Au 1er janvier 2024, Lohéac est catégorisée commune rurale à habitat dispersé, selon la nouvelle grille communale de densité à sept niveaux définie par l'Insee en 2022.
Elle est située hors unité urbaine. Par ailleurs la commune fait partie de l'aire d'attraction de Rennes, dont elle est une commune de la couronne,. Cette aire, qui regroupe 183 communes, est catégorisée dans les aires de 700 000 habitants ou plus (hors Paris),.

### Occupation des sols
L'occupation des sols de la commune, telle qu'elle ressort de la base de données européenne d'occupation biophysique des sols Corine Land Cover (CLC), est marquée par l'importance des territoires agricoles (72,1 % en 2018), en diminution par rapport à 1990 (89,7 %). La répartition détaillée en 2018 est la suivante : 
zones agricoles hétérogènes (28,2 %), terres arables (26,4 %), prairies (17,5 %), espaces verts artificialisés, non agricoles (14,4 %), zones urbanisées (11,5 %), forêts (2 %). L'évolution de l'occupation des sols de la commune et de ses infrastructures peut être observée sur les différentes représentations cartographiques du territoire : la carte de Cassini (XVIIIe siècle), la carte d'état-major (1820-1866) et les cartes ou photos aériennes de l'IGN pour la période actuelle (1950 à aujourd'hui).

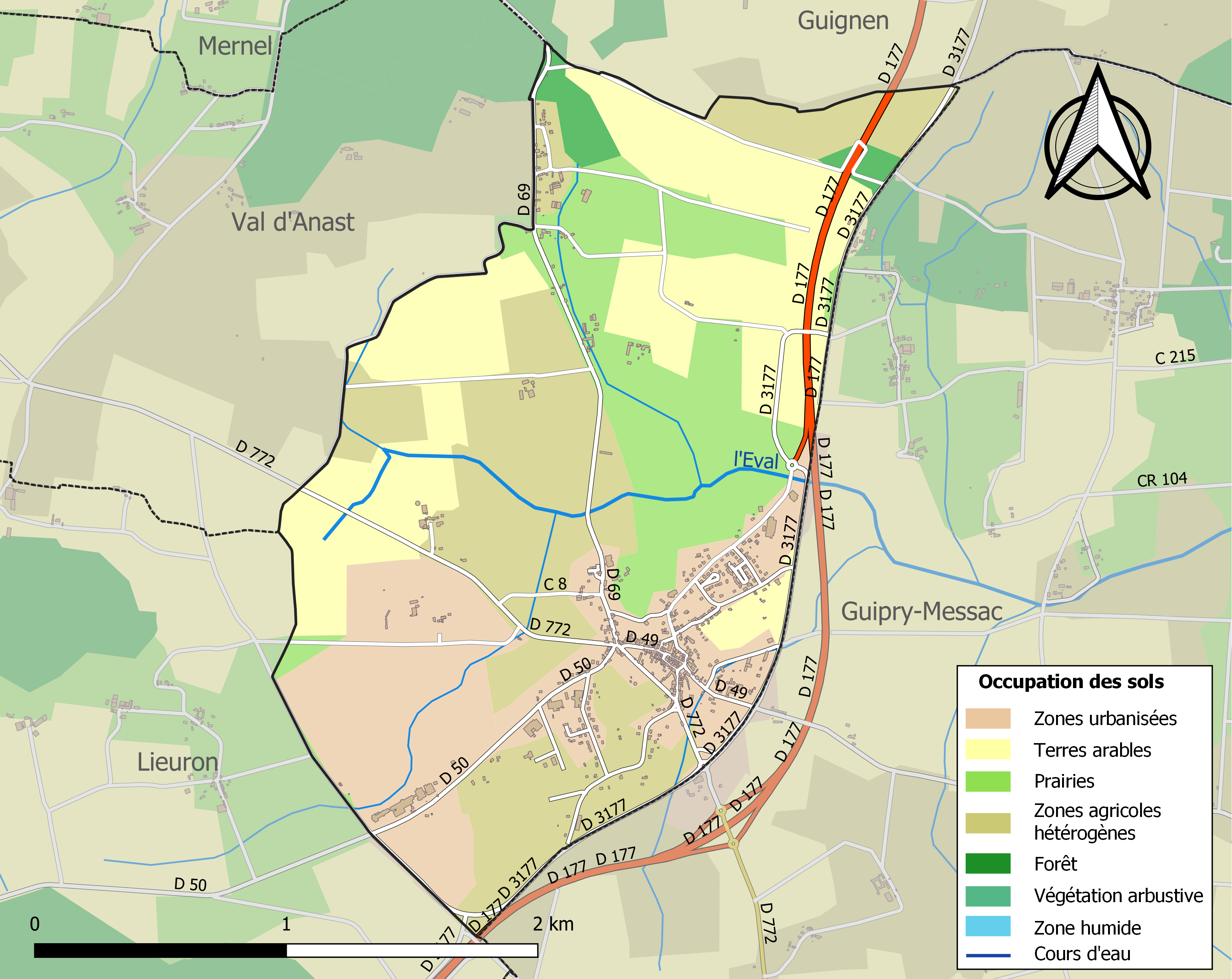
Carte des infrastructures et de l'occupation des sols de la commune en 2018 (CLC).

## Toponymie
Le nom de la localité est attesté sous les formes Lochiacum au XIe siècle, Loheac en 1092, Lohoiac en 1101, Loheac en 1330.
En gallo, le nom de la commune est Lôya prononcé [lɔja].

## Histoire

### LeXIXesiècle
En 1845, l'ancienne commune de Saint-Germain-des-Prés a été rattachée à la commune de Lohéac.

### LeXXesiècle

#### La Belle Époque
Le 5 avril 1903 est mis en service le tronçon Messac-Ploërmel de la ligne de chemin de fer de Châteaubriant à Ploërmel, à voie métrique et voie unique ; elle dessert les gares de Guipry, Pipriac-Lohéac, Maure, Brulais, Guer, Port-Sec de Porcaro et Augan.

### Héraldique
| Blason | Blasonnement : De vair. |

## Politique et administration
| Période                                  | Période  | Identité          | Étiquette | Qualité              |
| ---------------------------------------- | -------- | ----------------- | --------- | -------------------- |
| 1971                                     | 1995     | Célestin Loizance | SE        | Directeur de scierie |
| 1995                                     | 2008     | André Pavoine     | SE        | Exploitant Agricole  |
| 2008                                     | En cours | Patrick Bertin    | SE        | Gérant de société    |
| Les données manquantes sont à compléter. |          |                   |           |                      |

## Démographie
L'évolution du nombre d'habitants est connue à travers les recensements de la population effectués dans la commune depuis 1793. Pour les communes de moins de 10 000 habitants, une enquête de recensement portant sur toute la population est réalisée tous les cinq ans, les populations de référence des années intermédiaires étant quant à elles estimées par interpolation ou extrapolation. Pour la commune, le premier recensement exhaustif entrant dans le cadre du nouveau dispositif a été réalisé en 2006.

En 2022, la commune comptait 700 habitants, en évolution de +6,71 % par rapport à 2016 (Ille-et-Vilaine : +5,46 %, France hors Mayotte : +2,11 %).
| 1793 | 1800 | 1806 | 1821 | 1831 | 1836 | 1841 | 1846 | 1851 |
| ---- | ---- | ---- | ---- | ---- | ---- | ---- | ---- | ---- |
| 289  | 325  | 351  | 402  | 414  | 432  | 441  | 562  | 582  |

| 1856 | 1861 | 1866 | 1872 | 1876 | 1881 | 1886 | 1891 | 1896 |
| ---- | ---- | ---- | ---- | ---- | ---- | ---- | ---- | ---- |
| 552  | 600  | 584  | 587  | 616  | 608  | 623  | 600  | 592  |

| 1901 | 1906 | 1911 | 1921 | 1926 | 1931 | 1936 | 1946 | 1954 |
| ---- | ---- | ---- | ---- | ---- | ---- | ---- | ---- | ---- |
| 592  | 567  | 539  | 430  | 435  | 451  | 458  | 387  | 396  |

| 1962 | 1968 | 1975 | 1982 | 1990 | 1999 | 2006 | 2011 | 2016 |
| ---- | ---- | ---- | ---- | ---- | ---- | ---- | ---- | ---- |
| 400  | 382  | 384  | 449  | 508  | 603  | 667  | 654  | 656  |

| 2021 | 2022 | - | - | - | - | - | - | - |
| ---- | ---- | - | - | - | - | - | - | - |
| 682  | 700  | - | - | - | - | - | - | - |

## Lieux et monuments

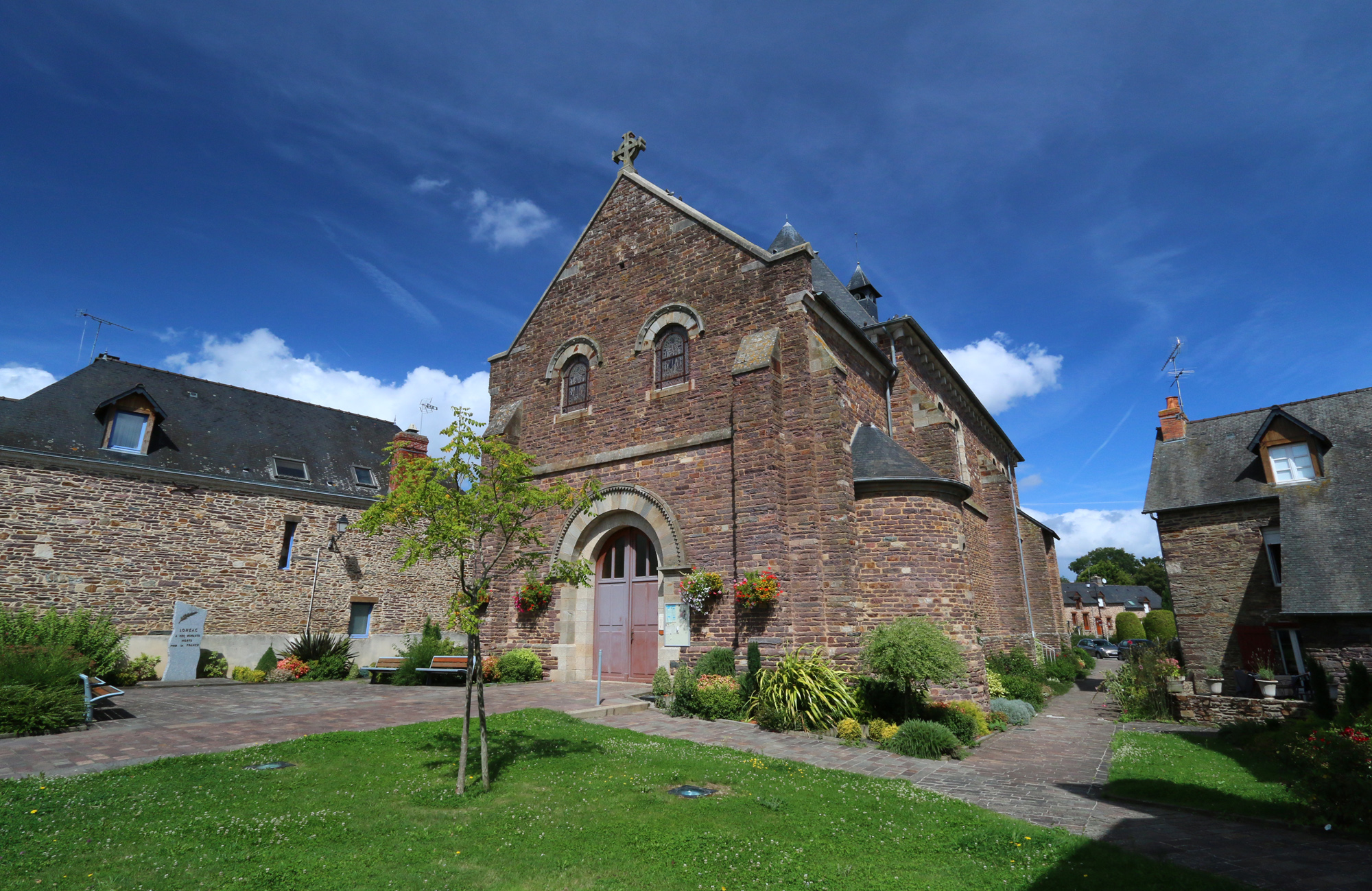
Église Saint-André
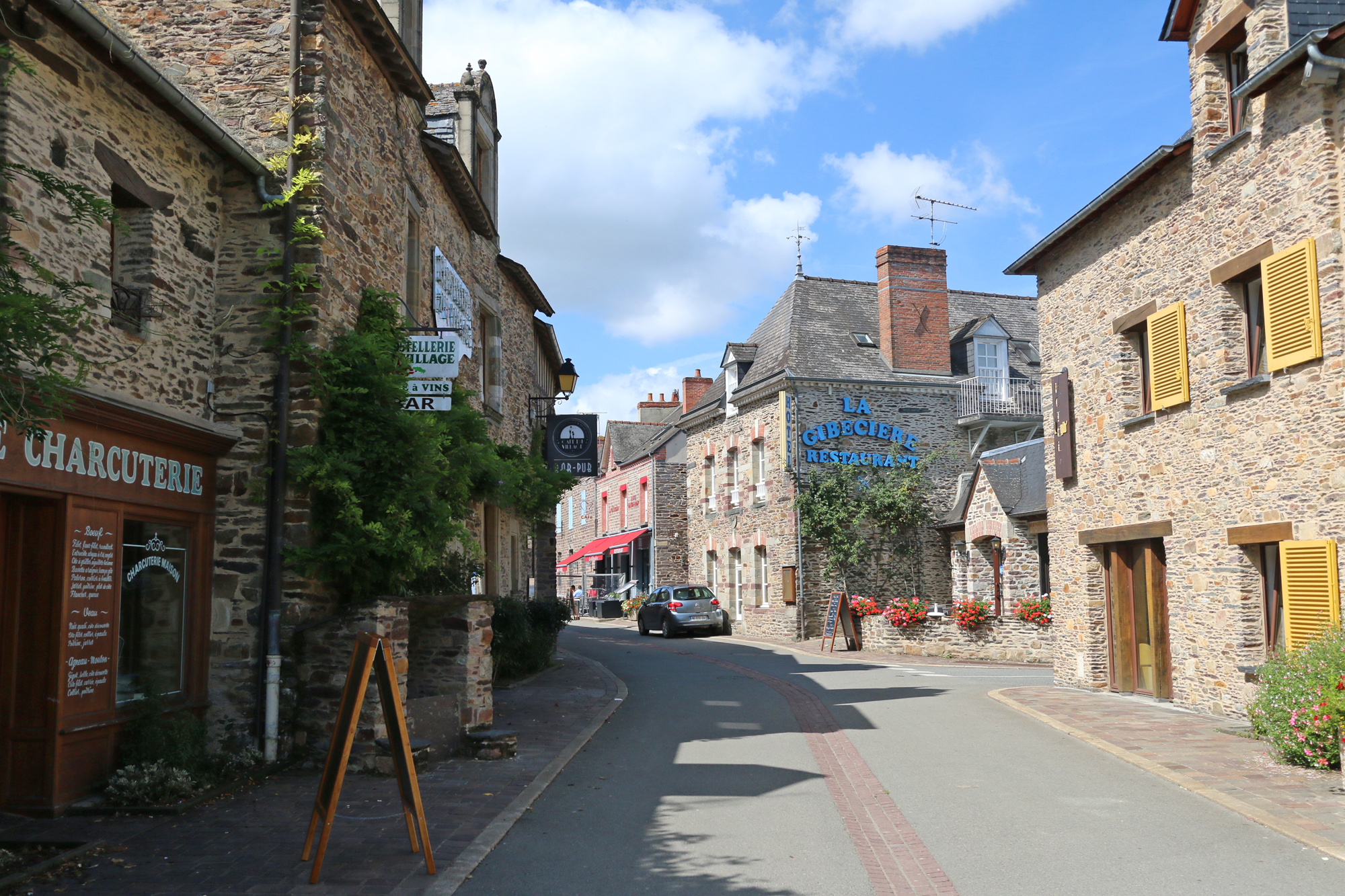
Rue principale de la Poste
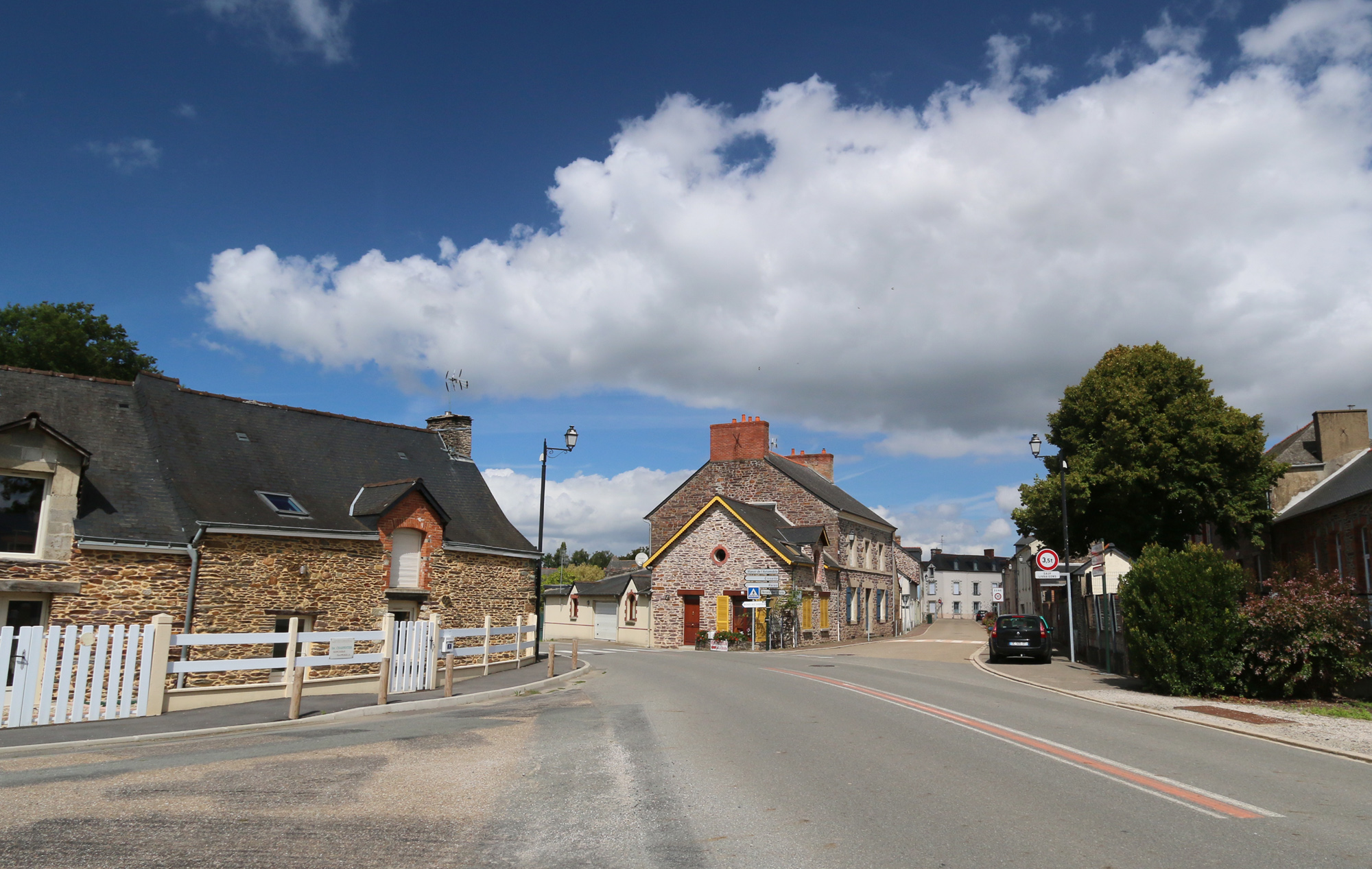
Rue de Châteaubriant, ville de Lohéac

La commune ne compte pas de monument historique. Le centre-bourg compte cependant de nombreux bâtiments anciens parmi lesquels on peut relever :
- L'église Saint-André, construite en 1890 par Arthur Regnault en remplacement d'une église du XVIIIe siècle située à 1 km au nord du bourg[36].
- Le « château de la Barre », hôtel particulier construit entre le XVIIe et le XIXe siècle[37].
- Le Manoir de l'automobile[38], situé à la sortie du bourg sur la route de Lieuron, est la principale attraction de la commune. Il propose les activités suivantes :
  - Musée de l'automobile ;
  - Circuit automobile asphalte (baptêmes…);
  - Circuit de rallycross ;
  - Circuit de karting/supermotard ;
  - Circuit de quad.

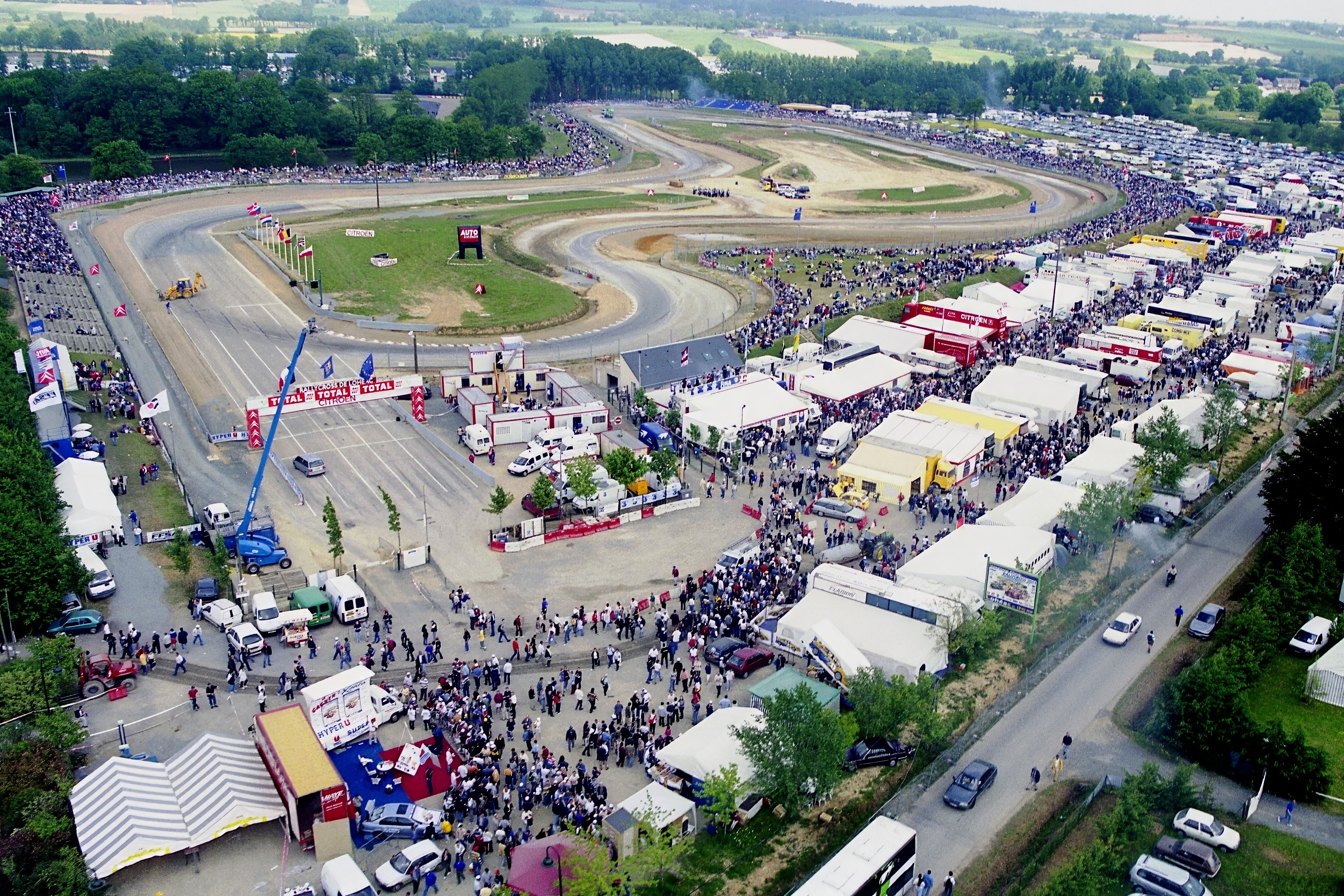
Le circuit de Lohéac en 2001.
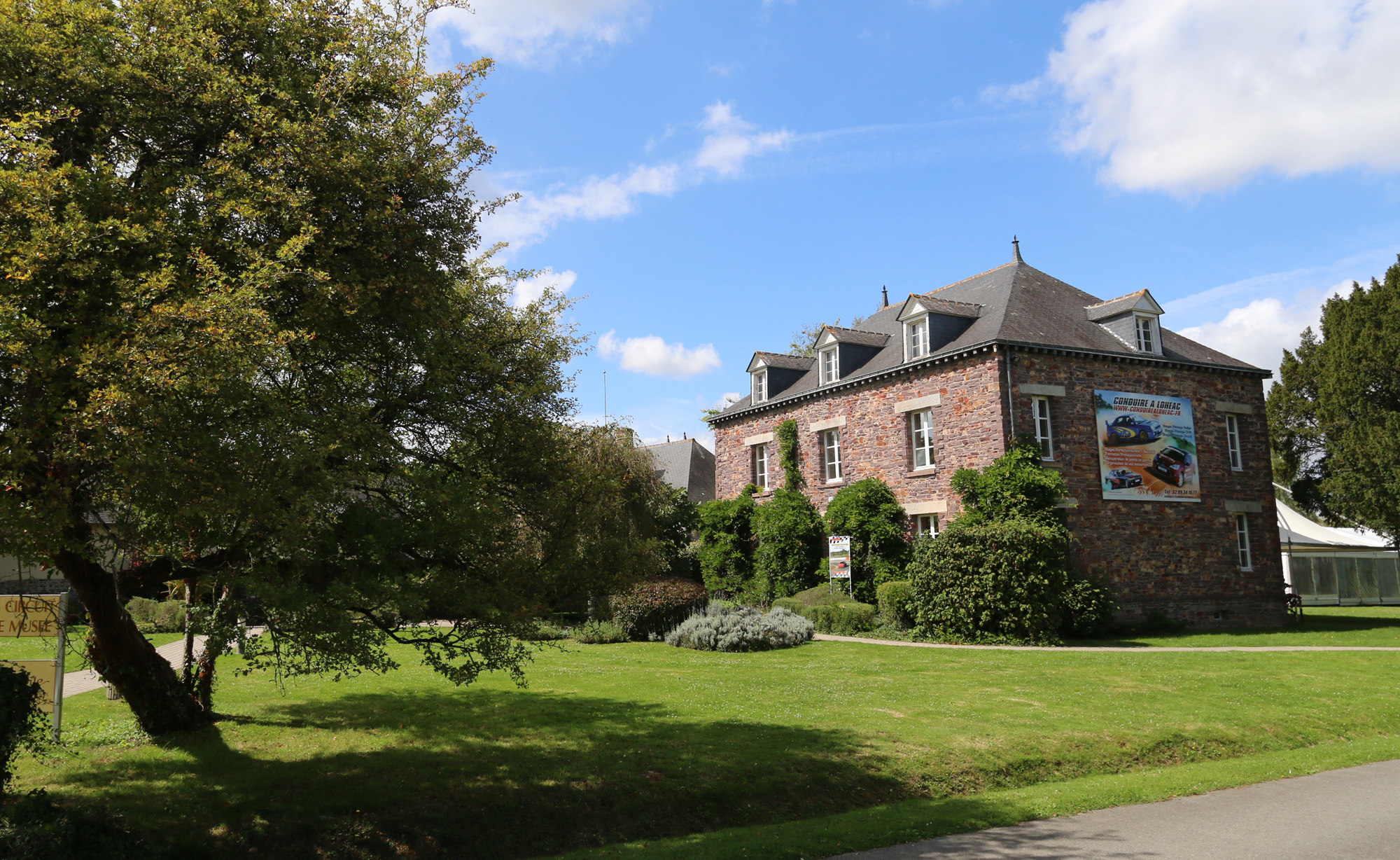
Le manoir de l'Automobile, août 2014.
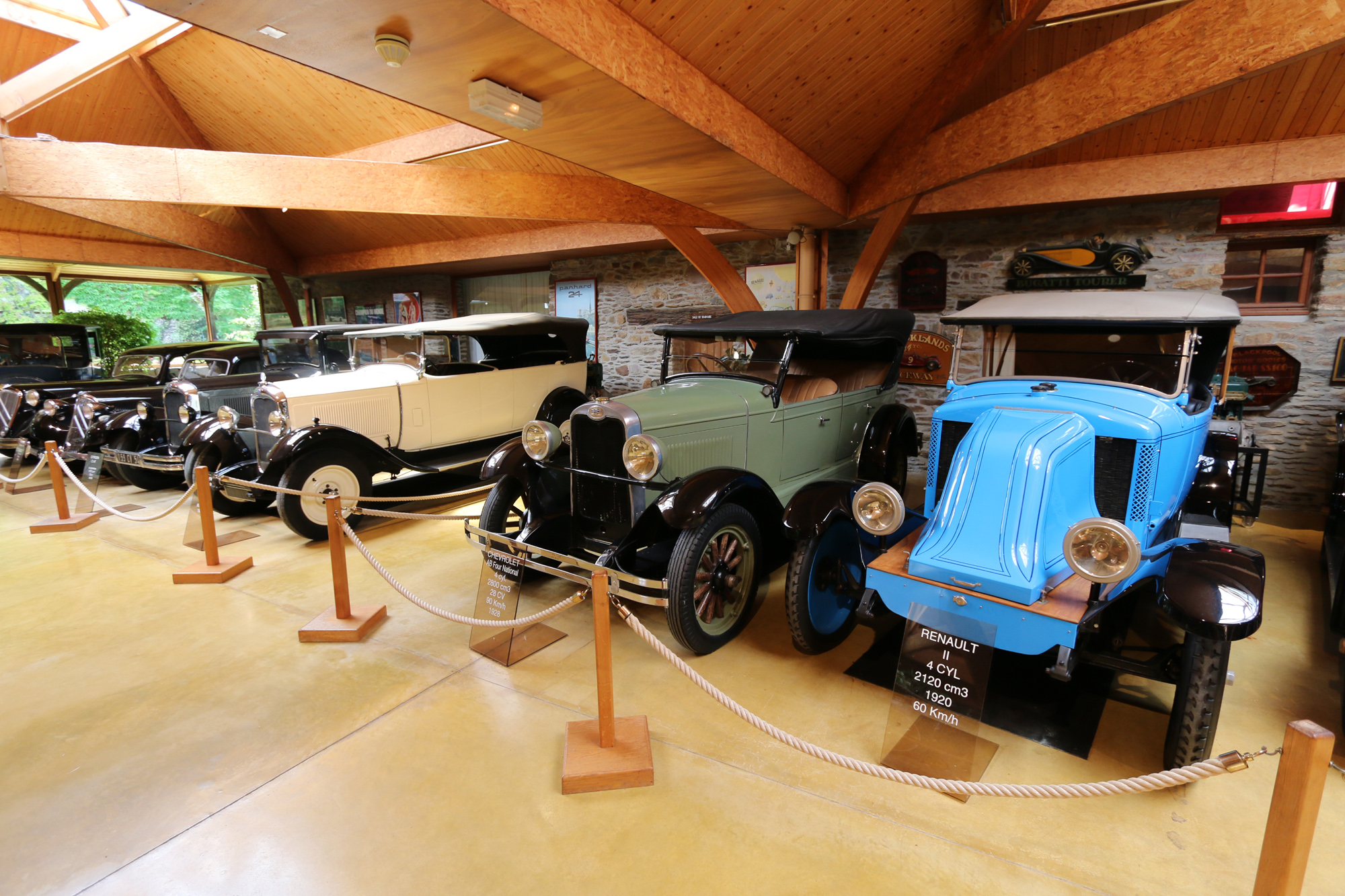
Les automobiles des années 1920.

## Personnalités liées à la commune
- Jean-Baptiste Lelièvre
- André de Lohéac
- Michel Hommell
- Maïté Poussin
- Jean-Marie Écorchard

## Événements
- Le rallycross de Lohéac, épreuve du championnat de France et du championnat du monde de rallycross, qui se déroule annuellement, le premier week-end de septembre.
- L'Association Sportive Karting de Lohéac organise annuellement des compétitions régionales de karting et le championnat de France supermotard.
- Le premier dimanche de juin, chaque année, grande course de voitures à pédales dans le cœur du village.
- Le premier weekend d'octobre, brocante automobile pour trouver des pièces pour véhicules anciens.